# Éliminatoires de la Coupe du monde de football 2010, zone Europe, groupe 8
Cet article donne les résultats des matches du groupe 8 de la zone Europe des éliminatoires de la Coupe du monde de football 2010.

## Classement
| Rang | Équipe               | Pts | J  | G | N | P | Bp | Bc | Diff |  | Résultats (▼ dom., ► ext.) |     |     |     |     |     |     |
| ---- | -------------------- | --- | -- | - | - | - | -- | -- | ---- |  | -------------------------- | --- | --- | --- | --- | --- | --- |
| 1    | Italie               | 24  | 10 | 7 | 3 | 0 | 18 | 7  | +11  |  | Italie                     |     | 1-1 | 2-0 | 3-2 | 2-1 | 2-0 |
| 2    | République d'Irlande | 18  | 10 | 4 | 6 | 0 | 12 | 8  | +4   |  | République d'Irlande       | 2-2 |     | 1-1 | 1-0 | 0-0 | 2-1 |
| 3    | Bulgarie             | 14  | 10 | 3 | 5 | 2 | 17 | 13 | +4   |  | Bulgarie                   | 0-0 | 1-1 |     | 2-0 | 4-1 | 6-2 |
| 4    | Chypre               | 9   | 10 | 2 | 3 | 5 | 14 | 16 | -2   |  | Chypre                     | 1-2 | 1-2 | 4-1 |     | 2-2 | 2-1 |
| 5    | Monténégro           | 9   | 10 | 1 | 6 | 3 | 9  | 14 | -5   |  | Monténégro                 | 0-2 | 0-0 | 2-2 | 1-1 |     | 2-1 |
| 6    | Géorgie              | 3   | 10 | 0 | 3 | 7 | 7  | 19 | -12  |  | Géorgie                    | 0-2 | 1-2 | 0-0 | 1-1 | 0-0 |     |

- L’Italie est qualifiée.
- L’Irlande est barragiste.

## Résultats et calendrier
Les représentants des 6 fédérations se sont rencontrés à Sofia, Bulgarie le 15 janvier 2008 pour établir le calendrier de ce groupe.
| 6 septembre 2008 | Géorgie     | 1 – 2 | République d'Irlande   | Stadion am Bruchweg, Mayence (Allemagne)     |                                              |
| 18:00 UTC+4      | Kenia 90+2e |       | Doyle 13e · Whelan 70e | Spectateurs : 4 500 Arbitrage : Sandor Szabo | Spectateurs : 4 500 Arbitrage : Sandor Szabo |
| 18:00 UTC+4      | Rapport     |       |                        | Spectateurs : 4 500 Arbitrage : Sandor Szabo | Spectateurs : 4 500 Arbitrage : Sandor Szabo |

| 6 septembre 2008 | Monténégro                       | 2 – 2 | Bulgarie                       | Pod Goricom, Podgorica                        |                                               |
| 20:00 UTC+2      | Vučinić 61e · Jovetić 82e (pen.) |       | S. Petrov 11e · Georgiev 90+2e | Spectateurs : 9 000 Arbitrage : Oleh Oriekhov | Spectateurs : 9 000 Arbitrage : Oleh Oriekhov |
| 20:00 UTC+2      | Rapport                          |       |                                | Spectateurs : 9 000 Arbitrage : Oleh Oriekhov | Spectateurs : 9 000 Arbitrage : Oleh Oriekhov |

| 6 septembre 2008 | Chypre        | 1 – 2 | Italie             | Stade Antonis Papadopoulos, Larnaca         |                                             |
| 21:45 UTC+3      | Aloneftis 28e |       | Di Natale 8e 90+2e | Spectateurs : 6 000 Arbitrage : Pieter Vink | Spectateurs : 6 000 Arbitrage : Pieter Vink |
| 21:45 UTC+3      | Rapport       |       |                    | Spectateurs : 6 000 Arbitrage : Pieter Vink | Spectateurs : 6 000 Arbitrage : Pieter Vink |

| 10 septembre 2008 | Monténégro | 0 – 0 | République d'Irlande | Pod Goricom, Podgorica                       |                                              |
| 19:00 UTC+2       |            |       |                      | Spectateurs : 12 000 Arbitrage : Sten Kaldma | Spectateurs : 12 000 Arbitrage : Sten Kaldma |
| 19:00 UTC+2       | Rapport    |       |                      | Spectateurs : 12 000 Arbitrage : Sten Kaldma | Spectateurs : 12 000 Arbitrage : Sten Kaldma |

| 10 septembre 2008 | Italie           | 2 – 0 | Géorgie | Stade Friuli, Udine                               |                                                   |
| 20:50 UTC+2       | De Rossi 17e 89e |       |         | Spectateurs : 27 164 Arbitrage : Thomas Einwaller | Spectateurs : 27 164 Arbitrage : Thomas Einwaller |
| 20:50 UTC+2       | Rapport          |       |         | Spectateurs : 27 164 Arbitrage : Thomas Einwaller | Spectateurs : 27 164 Arbitrage : Thomas Einwaller |

| 11 octobre 2008 | Géorgie         | 1 – 1 | Chypre           | Stade Boris-Paichadze, Tbilissi                |                                                |
| 20:30 UTC+3     | Kobiashvili 73e |       | Konstantínou 66e | Spectateurs : 40 000 Arbitrage : Radek Matejek | Spectateurs : 40 000 Arbitrage : Radek Matejek |
| 20:30 UTC+3     | Rapport         |       |                  | Spectateurs : 40 000 Arbitrage : Radek Matejek | Spectateurs : 40 000 Arbitrage : Radek Matejek |

| 11 octobre 2008 | Bulgarie | 0 – 0 | Italie | Stade national Vassil Levski, Sofia              |                                                  |
| 21:15 UTC+3     |          |       |        | Spectateurs : 45 000 Arbitrage : Stéphane Lannoy | Spectateurs : 45 000 Arbitrage : Stéphane Lannoy |
| 21:15 UTC+3     | Rapport  |       |        | Spectateurs : 45 000 Arbitrage : Stéphane Lannoy | Spectateurs : 45 000 Arbitrage : Stéphane Lannoy |

| 15 octobre 2008 | Géorgie | 0 – 0 | Bulgarie | Stade Boris-Paichadze, Tbilissi                |                                                |
| 20:30 UTC+4     |         |       |          | Spectateurs : 35 250 Arbitrage : Björn Kuipers | Spectateurs : 35 250 Arbitrage : Björn Kuipers |
| 20:30 UTC+4     | Rapport |       |          | Spectateurs : 35 250 Arbitrage : Björn Kuipers | Spectateurs : 35 250 Arbitrage : Björn Kuipers |

| 15 octobre 2008 | République d'Irlande | 1 – 0 | Chypre | Croke Park, Dublin                                   |                                                      |
| 19:45 UTC+1     | Keane 5e             |       |        | Spectateurs : 55 833 Arbitrage : Alexandru Dan Tudor | Spectateurs : 55 833 Arbitrage : Alexandru Dan Tudor |
| 19:45 UTC+1     | Rapport              |       |        | Spectateurs : 55 833 Arbitrage : Alexandru Dan Tudor | Spectateurs : 55 833 Arbitrage : Alexandru Dan Tudor |

| 15 octobre 2008 | Italie          | 2 – 1 | Monténégro  | Stade Via del Mare, Lecce                      |                                                |
| 20:50 UTC+2     | Aquilani 8e 29e |       | Vučinić 19e | Spectateurs : 20 162 Arbitrage : Pedro Proença | Spectateurs : 20 162 Arbitrage : Pedro Proença |
| 20:50 UTC+2     | Rapport         |       |             | Spectateurs : 20 162 Arbitrage : Pedro Proença | Spectateurs : 20 162 Arbitrage : Pedro Proença |

| 11 février 2009 | République d'Irlande        | 2 – 1 | Géorgie      | Croke Park, Dublin                            |                                               |
| 19:45 UTC+0     | Robbie Keane 73e (pen.) 78e |       | Iashvili 1re | Spectateurs : 42 000 Arbitrage : Jouni Hyytia | Spectateurs : 42 000 Arbitrage : Jouni Hyytia |
| 19:45 UTC+0     | Rapport                     |       |              | Spectateurs : 42 000 Arbitrage : Jouni Hyytia | Spectateurs : 42 000 Arbitrage : Jouni Hyytia |

| 28 mars 2009 | Chypre                           | 2 – 1 | Géorgie                | Stade Antonis Papadopoulos, Larnaca |                           |
| 20:00 UTC+2  | Konstantínou 33e · Christofi 56e |       | Kobiashvili 71e (pen.) | Arbitrage : Fredy Fautrel           | Arbitrage : Fredy Fautrel |
| 20:00 UTC+2  | Rapport                          |       |                        | Arbitrage : Fredy Fautrel           | Arbitrage : Fredy Fautrel |

| 28 mars 2009 | Monténégro | 0 – 2 | Italie                         | Pod Goricom, Podgorica      |                             |
| 20:45 UTC+1  |            |       | Pirlo 11e (pen.) · Pazzini 73e | Arbitrage : Martin Atkinson | Arbitrage : Martin Atkinson |
| 20:45 UTC+1  | Rapport    |       |                                | Arbitrage : Martin Atkinson | Arbitrage : Martin Atkinson |

| 28 mars 2009 | République d'Irlande | 1 – 1 | Bulgarie          | Croke Park, Dublin                          |                                             |
| 19:45 UTC+0  | Dunne 1re            |       | Kilbane 73e (csc) | Spectateurs : 60 002 Arbitrage : Ivan Bebek | Spectateurs : 60 002 Arbitrage : Ivan Bebek |
| 19:45 UTC+0  | Rapport              |       |                   | Spectateurs : 60 002 Arbitrage : Ivan Bebek | Spectateurs : 60 002 Arbitrage : Ivan Bebek |

| 1er avril 2009 | Bulgarie                 | 2 – 0 | Chypre | Stade national Vassil Levski, Sofia                |                                                    |
| 18:00 UTC+3    | Popov 8e · Makriev 90+4e |       |        | Spectateurs : 20 916 Arbitrage : Martin Ingvarsson | Spectateurs : 20 916 Arbitrage : Martin Ingvarsson |
| 18:00 UTC+3    | Report                   |       |        | Spectateurs : 20 916 Arbitrage : Martin Ingvarsson | Spectateurs : 20 916 Arbitrage : Martin Ingvarsson |

| 1er avril 2009 | Géorgie | 0 – 0 | Monténégro | Stade Boris-Paichadze, Tbilissi                |                                                |
| 21:00 UTC+4    |         |       |            | Spectateurs : 16 000 Arbitrage : David Malcolm | Spectateurs : 16 000 Arbitrage : David Malcolm |
| 21:00 UTC+4    | Report  |       |            | Spectateurs : 16 000 Arbitrage : David Malcolm | Spectateurs : 16 000 Arbitrage : David Malcolm |

| 1er avril 2009 | Italie       | 1 – 1 | République d'Irlande | Stade San Nicola, Bari                          |                                                 |
| 20:50 UTC+2    | Iaquinta 10e |       | Keane 87e            | Spectateurs : 48 000 Arbitrage : Wolfgang Stark | Spectateurs : 48 000 Arbitrage : Wolfgang Stark |
| 20:50 UTC+2    | Report       |       |                      | Spectateurs : 48 000 Arbitrage : Wolfgang Stark | Spectateurs : 48 000 Arbitrage : Wolfgang Stark |

| 6 juin 2009 | Chypre                                | 2 – 2 | Monténégro         | Stade Antonis Papadopoulos, Larnaca                     |                                                         |
| 20:30 UTC+3 | Konstantínou 13e · Michail 45e (pen.) |       | Damjanović 65e 77e | Spectateurs : 4 500 Arbitrage : Carlos Velasco Carballo | Spectateurs : 4 500 Arbitrage : Carlos Velasco Carballo |
| 20:30 UTC+3 | Rapport                               |       |                    | Spectateurs : 4 500 Arbitrage : Carlos Velasco Carballo | Spectateurs : 4 500 Arbitrage : Carlos Velasco Carballo |

| 6 juin 2009 | Bulgarie      | 1 – 1 | République d'Irlande | Stade national Vassil Levski, Sofia              |                                                  |
| 20:30 UTC+3 | Telkyiski 29e |       | Dunne 24e            | Spectateurs : 42 000 Arbitrage : Claus Bo Larsen | Spectateurs : 42 000 Arbitrage : Claus Bo Larsen |
| 20:30 UTC+3 | Rapport       |       |                      | Spectateurs : 42 000 Arbitrage : Claus Bo Larsen | Spectateurs : 42 000 Arbitrage : Claus Bo Larsen |

| 5 septembre 2009 | Géorgie | 0 – 2 | Italie                      | Stade Boris-Paichadze, Tbilissi                |                                                |
| 22:00 UTC+4      |         |       | Kaladze 56e (csc) 66e (csc) | Spectateurs : 32 000 Arbitrage : Marcin Borski | Spectateurs : 32 000 Arbitrage : Marcin Borski |
| 22:00 UTC+4      | Rapport |       |                             | Spectateurs : 32 000 Arbitrage : Marcin Borski | Spectateurs : 32 000 Arbitrage : Marcin Borski |

| 5 septembre 2009 | Chypre   | 1 – 2 | République d'Irlande | Neo GSP Stadium, Nicosia                         |                                                  |
| 21:30 UTC+3      | Ilia 30e |       | Doyle 5e · Keane 83e | Spectateurs : 5 191 Arbitrage : Thomas Einwaller | Spectateurs : 5 191 Arbitrage : Thomas Einwaller |
| 21:30 UTC+3      | Rapport  |       |                      | Spectateurs : 5 191 Arbitrage : Thomas Einwaller | Spectateurs : 5 191 Arbitrage : Thomas Einwaller |

| 5 septembre 2009 | Bulgarie                                                                   | 4 – 1 | Monténégro | Stade national Vassil Levski, Sofia         |                                             |
| 20:30 UTC+3      | Kishishev 45+2e · Telkiyski 48e · Berbatov 85e (pen.) · Domovchiyski 90+1e |       | Jovetić 8e | Spectateurs : 7 543 Arbitrage : Tony Asumaa | Spectateurs : 7 543 Arbitrage : Tony Asumaa |
| 20:30 UTC+3      | Rapport                                                                    |       |            | Spectateurs : 7 543 Arbitrage : Tony Asumaa | Spectateurs : 7 543 Arbitrage : Tony Asumaa |

| 9 septembre 2009 | Italie                    | 2 – 0 | Bulgarie | Stadio olimpico, Turin                         |                                                |
| 20:45            | Grosso 11e · Iaquinta 40e |       |          | Spectateurs : 26 122 Arbitrage : Florian Meyer | Spectateurs : 26 122 Arbitrage : Florian Meyer |
| 20:45            | Rapport                   |       |          | Spectateurs : 26 122 Arbitrage : Florian Meyer | Spectateurs : 26 122 Arbitrage : Florian Meyer |

| 9 septembre 2009 | Monténégro         | 1 – 1 | Chypre    | Pod Goricom, Podgorica                          |                                                 |
| 20:15 UTC+2      | Vučinić 56e (pen.) |       | Okkás 63e | Spectateurs : 4 000 Arbitrage : Cyril Zimmerman | Spectateurs : 4 000 Arbitrage : Cyril Zimmerman |
| 20:15 UTC+2      | Rapport            |       |           | Spectateurs : 4 000 Arbitrage : Cyril Zimmerman | Spectateurs : 4 000 Arbitrage : Cyril Zimmerman |

| 10 octobre 2009 | République d'Irlande      | 2 – 2 | Italie                         | Croke Park, Dublin                           |                                              |
| 21:00 UTC+1     | Whelan 8e · St Ledger 87e |       | Camoranesi 26e · Gilardino 90e | Spectateurs : 70 670 Arbitrage : Terje Hauge | Spectateurs : 70 670 Arbitrage : Terje Hauge |
| 21:00 UTC+1     | Rapport                   |       |                                | Spectateurs : 70 670 Arbitrage : Terje Hauge | Spectateurs : 70 670 Arbitrage : Terje Hauge |

| 10 octobre 2009 | Chypre                                                   | 4 – 1 | Bulgarie     | Stade Antonis Papadopoulos, Larnaca          |                                              |
| 20:00 UTC+3     | Charalambídis 11e 20e · Konstantínou 58e · Aloneftis 78e |       | Berbatov 45e | Spectateurs : 3 700 Arbitrage : Paul Allaert | Spectateurs : 3 700 Arbitrage : Paul Allaert |
| 20:00 UTC+3     | Rapport                                                  |       |              | Spectateurs : 3 700 Arbitrage : Paul Allaert | Spectateurs : 3 700 Arbitrage : Paul Allaert |

| 10 octobre 2009 | Monténégro                | 2 – 1 | Géorgie         | Pod Goricom, Podgorica                        |                                               |
| 19:00 UTC+2     | Batak 13e · Delibašić 78e |       | Dvalishvili 45e | Spectateurs : 5 420 Arbitrage : Selcuk Dereli | Spectateurs : 5 420 Arbitrage : Selcuk Dereli |
| 19:00 UTC+2     | Rapport                   |       |                 | Spectateurs : 5 420 Arbitrage : Selcuk Dereli | Spectateurs : 5 420 Arbitrage : Selcuk Dereli |

| 14 octobre 2009 | Italie                  | 3 – 2 | Chypre                  | Stade Ennio-Tardini, Parme |                        |
| 20:00 UTC+2     | Gilardino 78e 81e 90+2e |       | Okkás 12e · Michail 49e | Arbitrage : Alon Yefet     | Arbitrage : Alon Yefet |
| 20:00 UTC+2     | Rapport                 |       |                         | Arbitrage : Alon Yefet     | Arbitrage : Alon Yefet |

| 14 octobre 2009 | République d'Irlande | 0 – 0 | Monténégro | Croke Park, Dublin                               |                                                  |
| 19:00 UTC+1     |                      |       |            | Spectateurs : 36 442 Arbitrage : Vladimir Hrinak | Spectateurs : 36 442 Arbitrage : Vladimir Hrinak |
| 19:00 UTC+1     | Rapport              |       |            | Spectateurs : 36 442 Arbitrage : Vladimir Hrinak | Spectateurs : 36 442 Arbitrage : Vladimir Hrinak |

| 14 octobre 2009 | Bulgarie                                            | 6 – 2 | Géorgie                                  | Stade national Vassil Levski, Sofia              |                                                  |
| 21:00 UTC+3     | Berbatov 6e 23e 38e · Petrov 14e 44e · Anguelov 31e |       | Dvalishvili 36e · Kobiashvili 51e (pen.) | Spectateurs : 700 Arbitrage : Kristinn Jakobsson | Spectateurs : 700 Arbitrage : Kristinn Jakobsson |
| 21:00 UTC+3     | Rapport                                             |       |                                          | Spectateurs : 700 Arbitrage : Kristinn Jakobsson | Spectateurs : 700 Arbitrage : Kristinn Jakobsson |

## Buteurs
| Pos | Joueur                     | Pays                 | Buts |
| --- | -------------------------- | -------------------- | ---- |
| 1   | Dimitar Berbatov           | Bulgarie             | 5    |
| 1   | Robbie Keane               | République d'Irlande | 5    |
| 3   | Michális Konstantínou      | Chypre               | 4    |
| 3   | Alberto Gilardino          | Italie               | 4    |
| 5   | Levan Kobiashvili          | Géorgie              | 3    |
| 5   | Mirko Vučinić              | Monténégro           | 3    |
| 7   | Martin Petrov              | Bulgarie             | 2    |
| 7   | Dimitar Telkyiski          | Bulgarie             | 2    |
| 7   | Efstathios Aloneftis       | Chypre               | 2    |
| 7   | Konstantinos Charalambídis | Chypre               | 2    |
| 7   | Chrysostomos Michail       | Chypre               | 2    |
| 7   | Ioánnis Okkás              | Chypre               | 2    |
| 7   | Vladimer Dvalishvili       | Géorgie              | 2    |
| 7   | Kevin Doyle                | République d'Irlande | 2    |
| 7   | Richard Dunne              | République d'Irlande | 2    |
| 7   | Glenn Whelan               | République d'Irlande | 2    |
| 7   | Alberto Aquilani           | Italie               | 2    |
| 7   | Daniele De Rossi           | Italie               | 2    |
| 7   | Antonio Di Natale          | Italie               | 2    |
| 7   | Vincenzo Iaquinta          | Italie               | 2    |
| 7   | Dejan Damjanović           | Monténégro           | 2    |
| 7   | Stevan Jovetić             | Monténégro           | 2    |
| 23  | Stanislav Anguelov         | Bulgarie             | 1    |
| 23  | Valeri Domovchiyski        | Bulgarie             | 1    |
| 23  | Blagoy Georgiev            | Bulgarie             | 1    |
| 23  | Radostin Kishishev         | Bulgarie             | 1    |
| 23  | Dimitar Makriev            | Bulgarie             | 1    |
| 23  | Stilian Petrov             | Bulgarie             | 1    |
| 23  | Ivelin Popov               | Bulgarie             | 1    |
| 23  | Demetris Christofi         | Chypre               | 1    |
| 23  | Marios Ilia                | Chypre               | 1    |
| 23  | Alexander Iashvili         | Géorgie              | 1    |
| 23  | Levan Kenia                | Géorgie              | 1    |
| 23  | Seán St Ledger             | République d'Irlande | 1    |
| 23  | Mauro Camoranesi           | Italie               | 1    |
| 23  | Fabio Grosso               | Italie               | 1    |
| 23  | Giampaolo Pazzini          | Italie               | 1    |
| 23  | Andrea Pirlo               | Italie               | 1    |
| 23  | Radoslav Batak             | Monténégro           | 1    |
| 23  | Andrija Delibašić          | Monténégro           | 1    |

| Joueur           | Pays                                 | Buts csc |
| ---------------- | ------------------------------------ | -------- |
| Kakhaber Kaladze | Géorgie (pour Italie)                | 2        |
| Kevin Kilbane    | République d'Irlande (pour Bulgarie) | 1        |